# Suttons Bay (Village)
Suttons Bay ist ein Village in Leelanau County, Michigan. Es befindet sich geografisch innerhalb von Suttons Bay Township. Das U.S. Census Bureau hat bei der Volkszählung 2020 eine Einwohnerzahl von 613 ermittelt.

## Geographie
Laut dem United States Census Bureau hat das Village eine Fläche von 3,24 Quadratkilometern, welche komplett aus Landmasse bestehen. Die durchschnittliche Höhe beträgt 182 Meter über dem Meeresspiegel. Suttons Bay liegt am Ufer der gleichnamigen „Suttons Bay“, einem Arm des Michigansees. Der Ort liegt auf dem 45. Breitengrad und somit genau in der Mitte zwischen Äquator und Nordpol.

## Einwohnerentwicklung
Laut einer offiziellen Schätzung hatte Suttons Bay 626 Einwohner im Jahr 2015. Bei der offiziellen Volkszählung 2010 waren es 618 Einwohner, bei der Volkszählung im Jahr 2000 589 Einwohner.

## Klima
Suttons Bay liegt in der gemäßigten Klimazone und weist das ganze Jahr über hohe Niederschläge auf. Die Jahresdurchschnittstemperatur beträgt 7,2 Grad Celsius. Die jährliche Niederschlagsmenge im Durchschnitt 804 mm.

## Geschichte
Das Village wurde nach einem der ersten europäischen Siedler benannt, die sich dort niederließen, Harry C. Sutton. Er ließ sich dort mit einer Gruppe Holzfäller nieder, die das Holz für die Dampfschifffahrt fällten. Seit 1903 gibt es dort eine Bahnhaltestelle der Grand Rapids and Indiana Railroad eingerichtet. Bereits vor 1900 gab es vier Kirchen. 1920 sollte laut Wahlen der County Seat von Leelanau County in das Village verlegt werden, der Umzug fand jedoch nie statt.
1946 eröffnete ein Kino, das „Bay Theatre“. Bis heute ist es das einzige im Leelanau County. Seit 1871 wird eines der ältesten Restaurants in der Region betrieben. Es wechselte mehrfach den Namen und den Besitzer. Heute heißt es „The V I Grill“.

## Wirtschaft
Die meisten örtlichen Läden sind kleinere Geschäfte und Restaurants. Wie die meisten Orte im Norden Michigans setzt auch Suttons Bay auf Tourismus. Regelmäßig finden das „Suttons Bay Jazzfest“ und das „Suttons Bay Art Festival“ statt. Außerdem wird in der Region Kirschanbau betrieben. Die Erntezeit fällt auf Mitte Juli bis Anfang August. Ein weiterer großer Wirtschaftszweig ist der Weinanbau.

## Infrastruktur
Es gibt in Suttons Bay eine Schule, deren Maskottchen für die Sportabteilungen ein Wikinger ist. Daher stammt der Spitzname „The Suttons Bay Northmen“.